# Estádio do Maxaquene
Das Estádio do Maxaquene ist ein Mehrzweckstadion in der mosambikanischen Hauptstadt Maputo. Es wurde im Zentrum der Stadt im Stadtteil Central C errichtet und fasst etwa 15.000 Zuschauer.
Es wird überwiegend für Fußballspiele genutzt und ist die Heimstätte des Erstligisten CD Maxaquene. 